# Sinraptor dongi
Sinraptor dongi es una especie y tipo del género extinto Sinraptor (lat. "rapaz chino") de dinosaurio terópodo metriacantosáurido que vivió a finales del período Jurásico, hace 161 millones de años, en el Oxfordiense, en lo que es hoy Asia.  Se calcula que esta especie tipo llegó a medir 7,62 metros de largo y 3 de alto, llegando a pesar 1 tonelada. El espécimen de cráneo de Sinraptor dongi, IVPP 10600, exhibe "una variedad de dientes o raspaduras suavemente curvados, perforaciones circulares poco profundas y una lesión totalmente penetrante ". Se rompió una costilla y se curó mediante la extensión telescópica de su eje capitular. El espécimen holotipo de S. dongi fue descubierto en la Formación Shishugou por Philip J. Currie y Xian Zhao, durante una expedición conjunta chino-canadiense al desierto del noroeste de China, en 1987.